# Symmela boliviensis
Symmela boliviensis är en skalbaggsart som beskrevs av Moser 1919. Symmela boliviensis ingår i släktet Symmela och familjen Melolonthidae. Inga underarter finns listade i Catalogue of Life.